# Cimetière des Innocents
Le cimetière des Innocents, ou cimetière des Saints-Innocents, est un cimetière aujourd'hui disparu, situé dans le quartier des Halles de Paris, à l'emplacement de l'actuelle place Joachim-du-Bellay au centre de laquelle se tient la fontaine des Innocents.
Il tient son nom de l'église des Saints-Innocents qui se trouvait à l'angle nord-est de la place et qui a aujourd'hui disparu. Celle-ci était dédiée aux « saints Innocents », enfants de Judée massacrés sur l'ordre du roi Hérode.
Le cimetière posséda jusqu'à deux reclusoirs, qui étaient les plus célèbres de tous ceux de Paris.

## Situation, présentation et accès
Au XVe siècle, le cimetière et l'église des Innocents formaient un rectangle bordé par les rues Saint-Denis, aux Fers, de la Lingerie et de la Ferronnerie. On y accédait au moyen de plusieurs portes, spécialement par celle de la rue Saint-Denis ouverte sous la maison où pendait pour enseigne le Miroir en face de la rue Trousse-Vache.
Guillebert de Metz parle de ce lieu lugubre dans sa description de Paris sous Charles VI :
« Là, dit-il, est un cimetière moult grant, enclos de maisons appelées charniers là où les os des morts sont entassés. Illec sont paintures notables de la dance macabre et autres avec escriptures pour esmouvoir les gens à dévotion »
La représentation de la danse macabre conduite par le pape, l'empereur, le cardinal, le roi, le légat, le duc et autres personnages, obligés de suivre les morts « rongés de vers, pourris, puans », ainsi que les charniers regorgeant de crânes, tibias, fémurs, vertèbres, misérables épaves humaines montées du cimetière, devaient être de « très belles et bonnes glasses à représenter la grandeur et impertinence de notre vanité humaine ».
Cependant les marchandes de modes et les écrivains publics finirent par envahir les charniers. Dans les derniers siècles, c'était sous les galetas remplis de débris vermoulus de vingt ou trente générations, au milieu d'une odeur fétide et cadavéreuse, qu'on venait se parer et dicter des lettres amoureuses. D'après un plan du cimetière des Innocents de 1733, 1756, les charniers longeant les rues aux Fers et de la Lingerie portaient le nom de Charniers des écrivains, celui qui se trouvait du côté de la Ferronnerie, se nommait charnier des Lingères et celui de la rue Saint-Denis, charnier de la chapelle de la Vierge.
Les riches bourgeois avaient contribué à la construction de ces ossuaires lesquels, au rapport des historiens parisiens, s'élevaient sur plus de quatre-vingts arcades.
On peut citer au XVe siècle, le charnier du côté de la rue de la Ferronnerie « où est l'image de la sainte Trinité », les charniers où se voyaient les images saint Leu, saint Jean, de la remembrance de Notre-Seigneur en Croix, le charnier du côté de rue de la Lingerie près de la chapelle d'Orgemont, le charnier du côté de la rue Saint-Denis près de l'église et celui de la rue de la Charonnerie, fondés par Guillaume Tireverge, bouteiller du roi, Guillaume d'Orchies, clerc de notaire du roi au Châtelet, Guillaume Le Roy et Arnoul Estable dit le Charpentier.
Au milieu de cette ceinture funèbre, dans le cimetière même, se dressait un beau fanal gothique, bâti, s'il faut ajouter foi à certaine légende, sur la tombe d'un homme qui s'était vanté en son vivant que les chiens ne « pisseroient point sur son sépulcre ». La nuit, cette lanterne des morts éclairait de sa flamme vacillante les alchimistes les sorciers de l'époque que l'imagination populaire voyait se promener avec les trépassés, visitant la danse macabre.
Le cimetière des Saints-Innocents posséda jusqu'à deux reclusoirs à la fois, le premier entre l'église et la fontaine et le second du côté opposé.
Accès
- Les Halles (ligne 4) ;
- Châtelet - Les Halles (lignes A, B et D du RER) ;
- Châtelet (lignes 1, 4, 7, 11 et 14).

## Historique

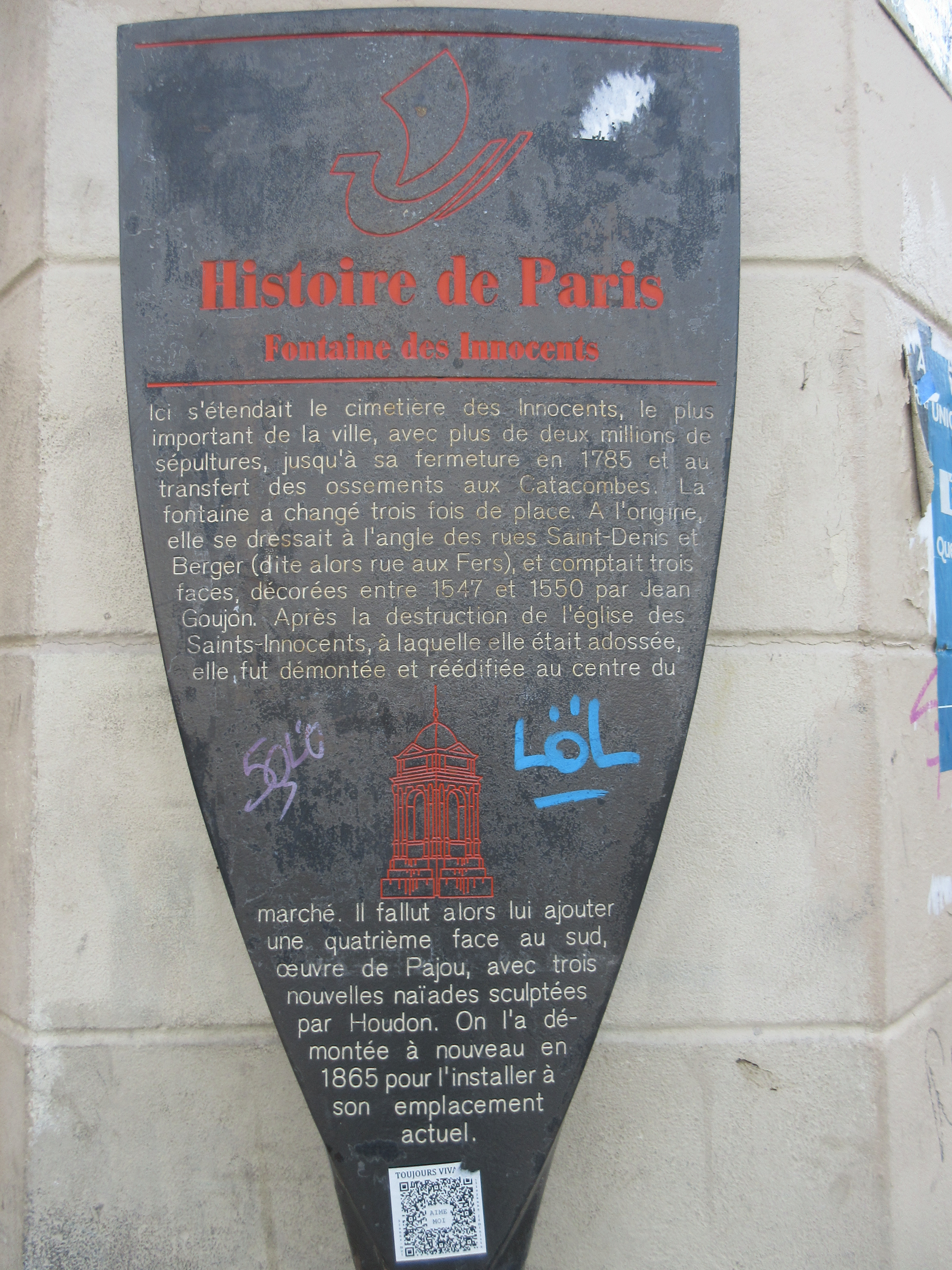
Panneau Histoire de Paris
« Fontaine des Innocents »

L'emplacement servait de cimetière depuis les Mérovingiens (des sarcophages ont été trouvés lors de fouilles en 1973-1974), époque à laquelle le site était hors des murs, à côté de la route menant de Paris à Saint-Denis. Une petite chapelle consacrée à saint Michel fut érigée au Xe siècle. Vers 1130, le roi Louis VI le Gros fit remplacer la chapelle par une église plus vaste (au nord-est, donnant sur la rue Saint-Denis). Cette chapelle fut dédiée aux saints Innocents.
Le cimetière prit de l'importance quand le marché central de Paris fut installé aux Champeaux en 1137, sur l'emplacement des Halles à proximité.
Sous Philippe Auguste le cimetière fut agrandi et clos d'un mur de trois mètres de haut. Se retrouvant intra-muros, le cimetière reçut du Moyen Âge jusqu'au XVIIIe siècle les corps de 22 paroisses parisiennes, plus ceux de l'Hôtel-Dieu, ceux des pestiférés de 1348 et des inconnus de la morgue (les noyés de la Seine et les personnes trouvées mortes sur la voie publique) : soit un total estimé à deux millions de Parisiens.
Pour faire face aux épidémies, la ville de Paris achète alors le cimetière et une partie de l'enclos de l'hôpital de la Trinité.
Le cimetière était pour tous les paroissiens, mais il s'établit encore une distinction entre ceux qui étaient déposés au milieu du cimetière, et ceux que l'on inhumait dans des charniers ou galeries dont le cimetière fut environné plus tard.

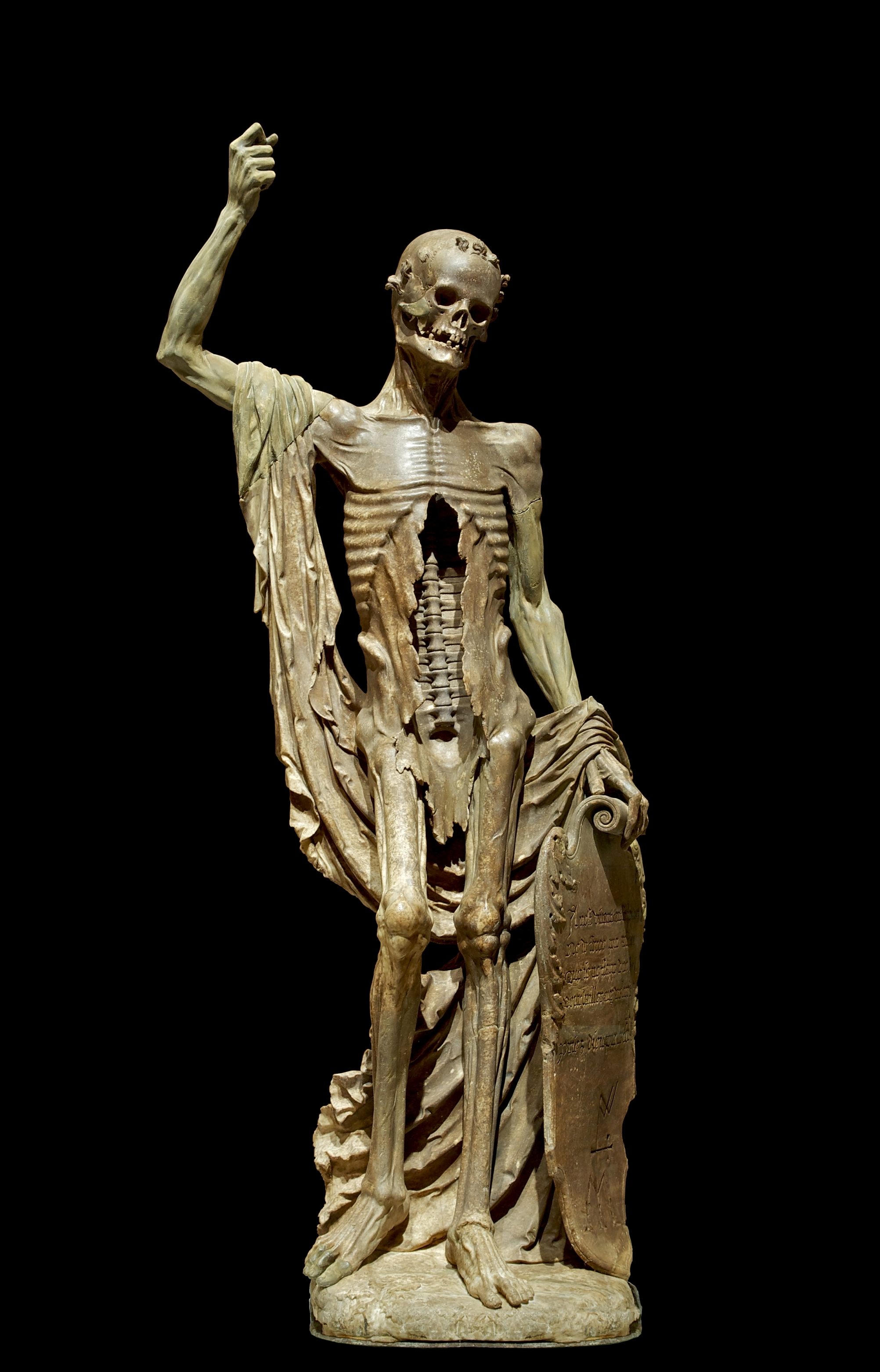
« La Mort Saint Innocent », statue d'albâtre présente au cimetière des Innocents de 1530 à 1786.

Pour les riches bourgeois, l'inhumation se faisait dans un cercueil de bois. Pour les pauvres les inhumations se faisaient dans de vastes fosses communes pouvant contenir 1 500 corps superposés ; lorsqu'une était pleine, on en creusait une autre à côté. On disait que la terre du cimetière des Innocents mangeait son cadavre en neuf jours. Les ossements retirés finissaient dans les charniers construits aux XIVe et XVe siècles tout autour du cimetière, au-dessus d'arcades, entre la voûte et la toiture (celui côté ouest, donnant sur la rue de la Lingerie, a été financé par Nicolas Flamel ; celui côté sud était décoré d'une fresque représentant une danse macabre). C'était un privilège réservé à certaines personnes que d'être inhumées dans l'église.
En septembre 1571, la Croix de Gastine fut transférée par pièces aux Saint-Innocents. Le déplacement provoqua des émeutes.
Dans le climat survolté du massacre de la Saint-Barthélemy, le 24 août 1572, lors des guerres de Religion, un miracle aurait eu lieu d'après le clan de Guise dans ce cimetière : une aubépine sèche depuis plusieurs années a fleuri à contre-saison et des gouttes de sang auraient été vue sur les feuilles[réf. nécessaire]. Un miracle qui aurait convaincu les catholiques que le massacre était apprécié de Dieu, donnant un nouvel élan meurtrier à la tuerie.
En 1669, le charnier se trouvant côté sud fut détruit et remplacé par un long immeuble (120 mètres de long) toujours debout, séparant les Innocents de la rue de la Ferronnerie. Un nouveau charnier y fut aménagé entre les arcades et l'entresol.
En 1702, les charniers des Innocents, également appelés passage des Innocents, sont situés quartier Sainte-Opportune et quartier des Halles. Quartier Sainte-Opportune, ils sont adossés contre la rue de la Ferronnerie, en laquelle il y a plusieurs accès entre ces charniers par des maisons et deux grandes entrées, l'une à l'angle de la rue Saint-Denis et de la rue de la Ferronnerie et l'autre à l'angle de la place-aux-Chats, de rue de la Lingerie et de la rue de la Ferronnerie. Les charniers sont entretenus, tant pour le nettoiement des boues, que l'entretien des lanternes par le chapitre de Saint-Germain-l'Auxerrois.
Le 7 mai 1780, les murs de la cave d'un restaurateur situé près du cimetière des Innocents s'effondrèrent. Ce ne fut pas une carrière souterraine parisienne, mais des ossements et des cadavres qui, par leur poids et leur volume (le niveau du sol dépassant de deux mètres cinquante celui des rues), firent céder la cloison. À la suite de cet incident, le Parlement décréta, le 4 septembre, la fermeture du cimetière. Décision qui resta sans effet immédiat, les corps continuant à être entassés dans un charnier déjà très excessivement rempli.

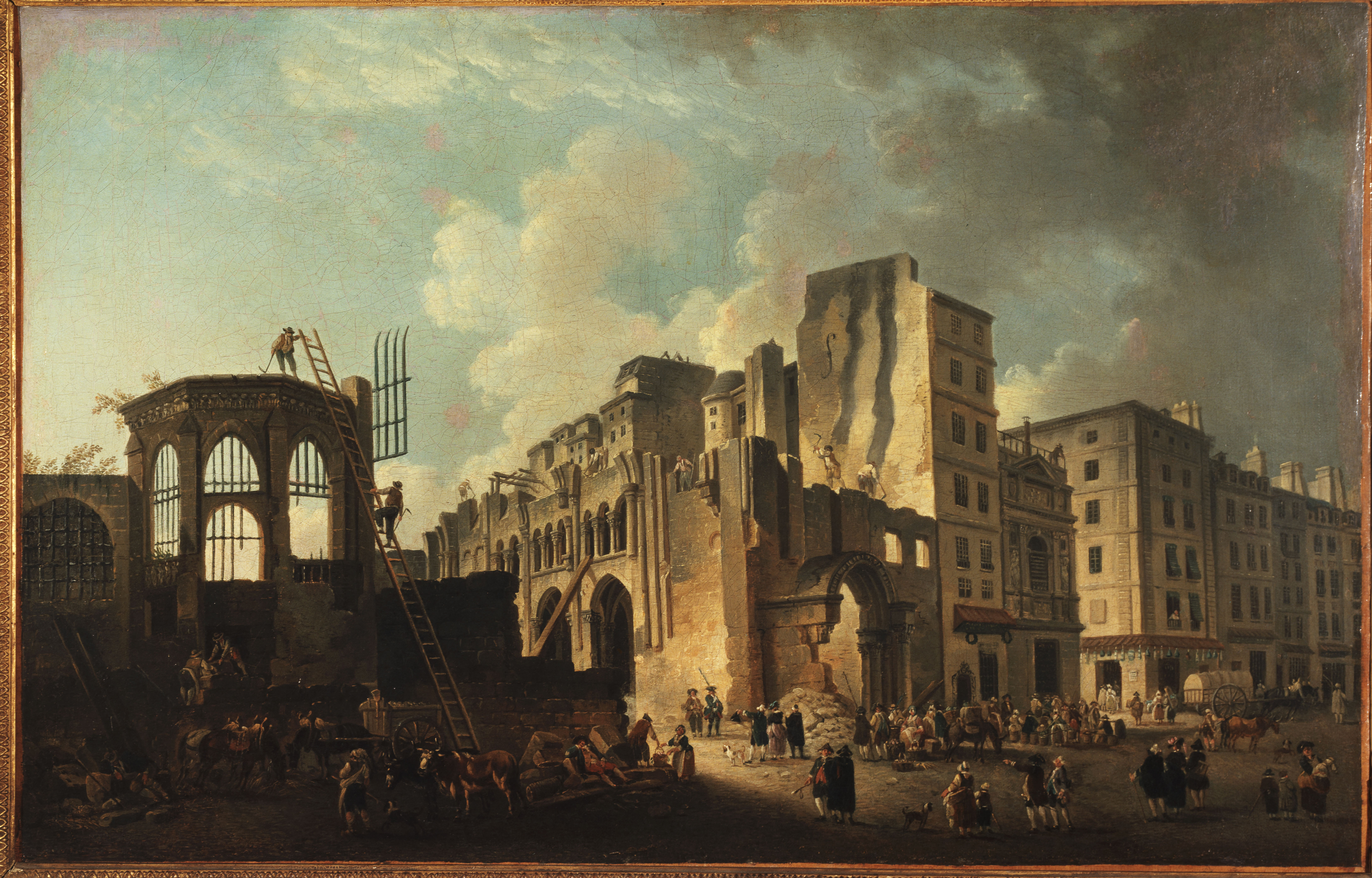
La démolition de l'église des Saints-Innocents.

Conformément à la déclaration royale du 10 mars 1776 relative aux cas d'autorisation d'inhumation, il fut fermé en décembre 1780, puis vidé en 1786 pour des raisons sanitaires, tandis que l’église des Saints-Innocents fut rasée à la même époque. Le 9 novembre 1785, sur la suggestion de l'inspecteur général des carrières, Charles-Axel Guillaumot décida de transférer les restes secs (c'est-à-dire les ossements qui se trouvaient dans les charniers et sur une profondeur d'un mètre cinquante) dans les anciennes carrières transformées en catacombes situées sous le lieu-dit de la Tombe-Issoire, ce transfert se faisant pendant quinze mois selon des processions quotidiennes de tombereaux en présence de prêtres.
L'espace ainsi dégagé devint un marché baptisé à l'époque « place du marché des Innocents ». Charles-Louis Bernier fit de nombreux dessins du lieu avant sa destruction.
En 1856, le projet de construction des Halles de Baltard rendit le marché inutile. Il fut remplacé par un square aux dimensions plus restreintes, similaires à celles d'aujourd'hui.

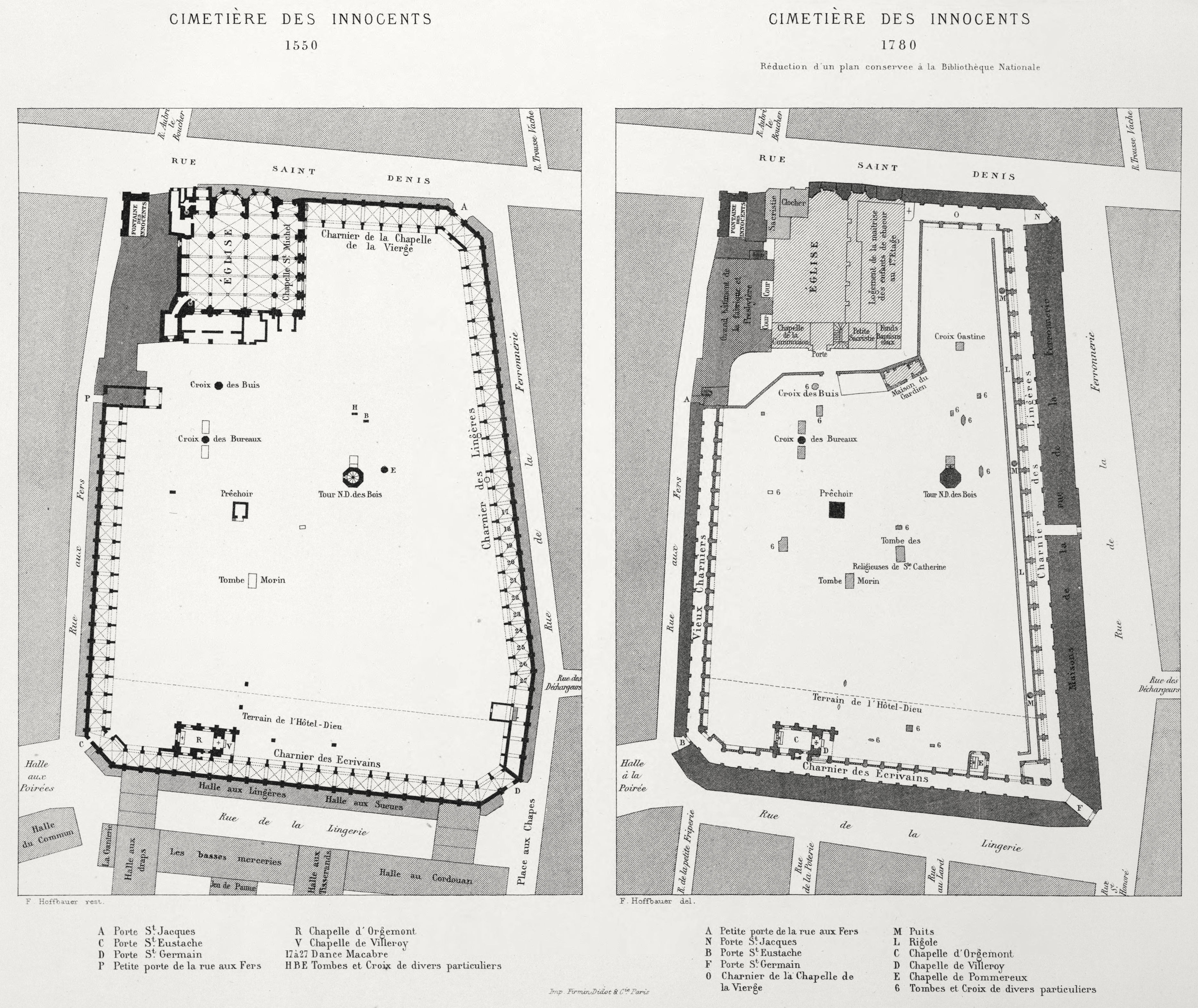
Plan du cimetière et de l'église des Innocents en 1550 et 1780.
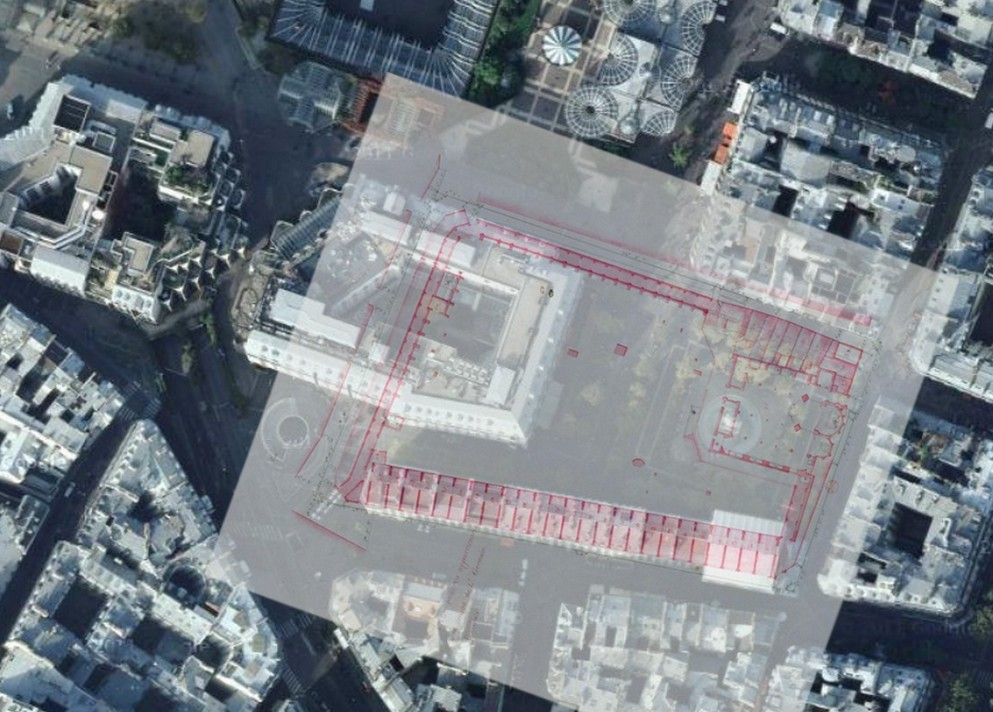
Plan du cimetière et de l'église des Innocents en 1786 superposé au même quartier fin 2011.
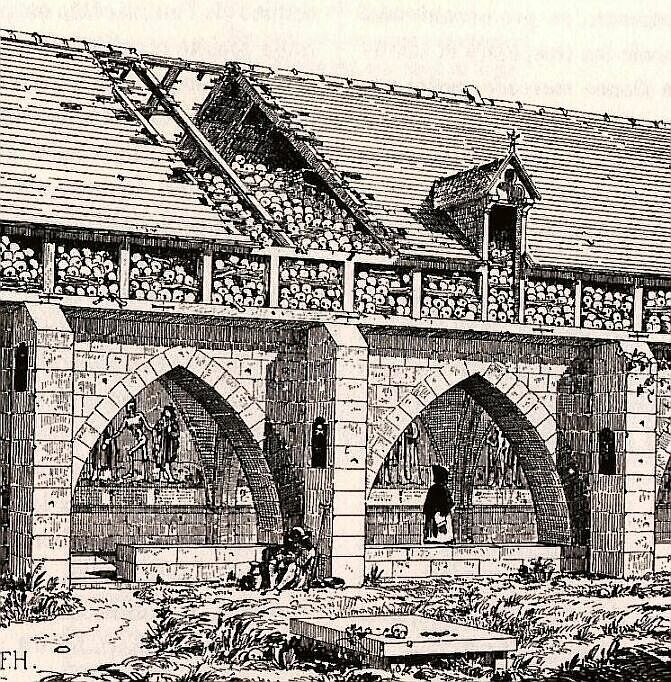
Le charnier des Lingères qui était parallèle à la rue de la Ferronnerie, était orné d'une fresque intitulée Danse Macabre peinte en 1424[10].
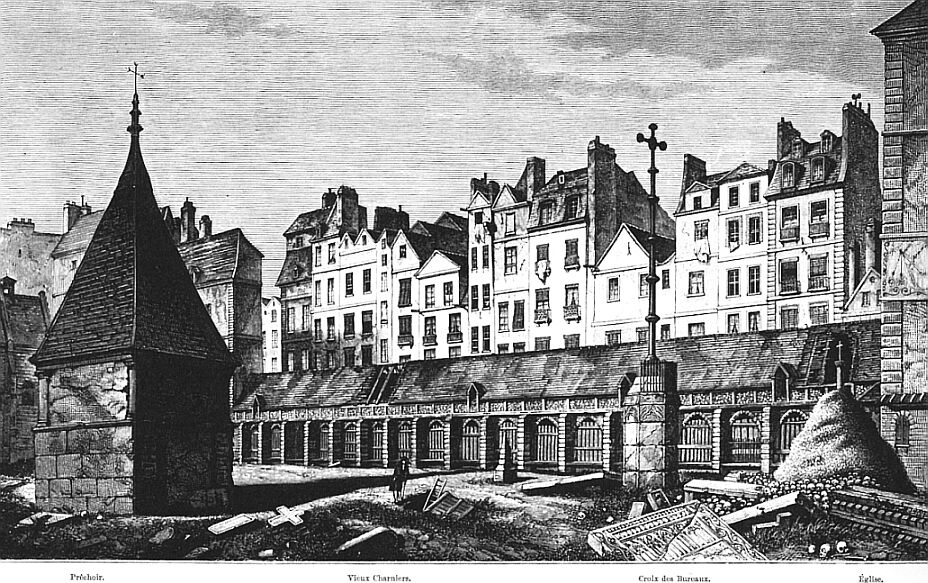
Cimetière en 1780, avant sa démolition.
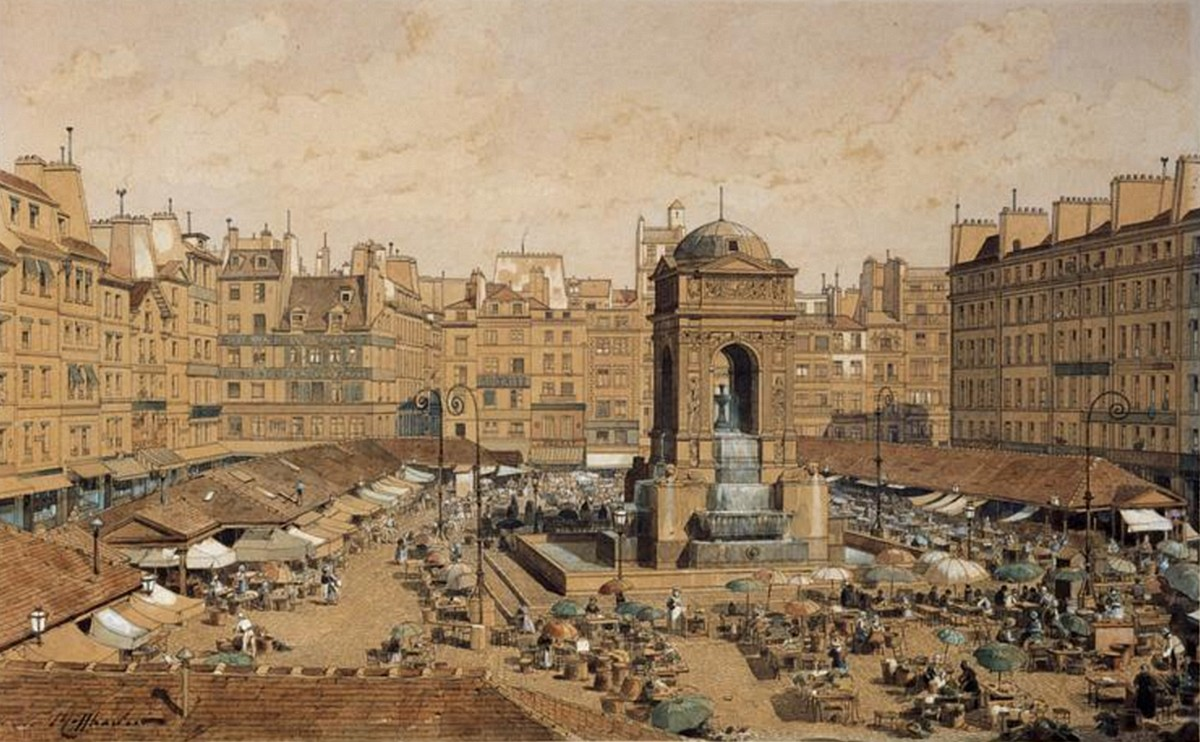
La « place du marché des Innocents » à l'emplacement du cimetière vers 1850 (Hoffbauer - fin XIXe siècle).

## Épitaphes
- « Cy gist Yolande Bailly, qui trépassa l'an 1514, le 88e an de son age, le 42e de son veuvage, laquelle a vu ou pu voir devant son trépas deux cents quatre vingt quinze enfants issus d'elle »[11],[12].
- « Cy devant gist noble homme Macé de Viexmont, escuier natif d’Anjou qui déceda la vendredy    juillet 1517. Aussi gist noble Jean Girard, escuier, qui deceda le 27 janvier 1551, et demoiselle Madeleine de Viexmont sa femme. »[13]

## Dans la fiction
- Victor Hugo, Notre-Dame de Paris : 1482, Paris, Charles Gosselin, 1831, 940 p. (BNF 36579786), lire en ligne sur Gallica.
- Patrick Süskind (trad. Bernard Lortholary), La Parfum : Histoire d'un meurtrier [« Das Parfum: die Geschichte eines Mörders »], Paris, Fayard, 1986, 359 p. (ISBN 2-213-01742-5).
- Anne Rice (trad. Béatrice Vierne), Lestat le vampire [« The Vampire Lestat »], Paris, Albin Michel, 1988, 517 p. (ISBN 2-226-03133-2).
- Jean Teulé, Je, François Villon, Paris, Julliard, 2006, 415 p. (ISBN 2-260-01683-9).
- Céline Knidler, La grâce des innocents, Chaintreaux, France-Empire monde, 2013, 256 p. (ISBN 978-2-7048-1222-6).
- Andrew Miller (trad. David Tuaillon), Dernier requiem pour les innocents [« Pure »], Paris, Piranha, 2014, 297 p. (ISBN 978-2-37119-003-0).
- Alexandre Page, Le Fantôme des Innocents, 2024, 313 p. (ISBN 979-8874403553).